# تاكينوري ساتو
تاكينوري ساتو (باليابانية: 佐藤豪則؛ بالكانا: さとう たけのり) هو فنان قتال مختلط ياباني، ولد في 8 يونيو 1985 في أكيتا في اليابان.

## وصلات خارجية
- تاكينوري ساتو على موقع يو إف سي (الإنجليزية)
- تاكينوري ساتو على موقع شيردوغ (الإنجليزية)
- تاكينوري ساتو على موقع IMDb (الإنجليزية)